# Kandy Kolored Tangerine
Kandy Kolored Tangerine er en alternativ rockgruppe fra Danmark.
Bandet blev dannet i 2006 af sanger og sangskriver Tom Moriis (tidligere forsanger i The Pockets) efter flere års søgen med et hav af skiftende medlemmer under navnet Moriis. Gruppen begyndte at skrive musik sammen i 2007 og debuterede i oktober 2009 med albummet The Perfect Swell, som er mixet og produceret af Frederik Thaae (A Kid Hereafter). Albummet fik fine ord med på vejen fra både Gaffa og Soundvenue.
Kandy Kolored Tangerine bevæger sig inden for psykedelisk drømmerock, tør ørkenrock tilsat et strejf af shoegaze med inspiration fra bands som Black Rebel Motorcycle Club, Flaming Lips og Queens Of The Stone Age.
Gruppens navn er inspireret af forfatteren Tom Wolfes første novellesamling The Kandy Kolored Tangerine-Flake Streamline Baby fra 1965.
I 2010 medvirkede bandet i radioprogrammet KarriereKanonen og endte i hovedshowcase-delen. Bandet har blandt andet spillet på Spot Festival i 2010 og blev i den sammenhæng positivt beskrevet af David Fricke fra Rolling Stone Magazine i Jyllandsposten.
Kandy Kolored Tangerines liveshow beskriver bandet selv som "et møde mellem eufori, støj og melodiske sange".
Musikken præsenteres med dedikeret energi og vilje til at bevæge publikum. Koncerter er ofte intensiveret ved brug af live visuals.
I 2012 udgav bandets deres andet album Skygaze.

## Medlemmer
- Tom Moriis: vokal, keyboard
- Jacob Falk: guitar
- Christian Sekjær: bas
- AhStarr: Trommer
- Live er bandet udvidet med: Sidsel Søholm (vokal), Peter Møller Olsen (keyboard) og Torben Olander (visuals)